# اختبار نفاذية الغشاء الاصطناعي المتوازي
اختبار نفاذية الغشاء الاصطناعي المتوازي (بالإنجليزية: Parallel artificial membrane permeability assay)‏‏(PAMPA) هو طريقة تحدد نفاذية المواد من الجزء المُعطي (المتبرع) إلى الجزء المستقبل من خلال غشاء اصطناعي مملوء بالدهون. يتم استخدام لوحة ميكروتيتر متعددة الآبار للجزء المتبرع ويتم وضع الغشاء أو الجزء المستقبل في الأعلى. يُشار إلى التجمع كله باسم «شطيرة/ ساندويتش». يُضاف الدواء إلى الجزء المتبرع ويكون الجزء المستقبل خالي من الأدوية في بداية الاختبار. بعد فترة الحضانة التي قد تشمل التقليب يُفصل الساندويتش ويتم قياس كمية الدواء في كل حيز. يسمح الإتزان الكتلي بحساب الدواء الذي يبقى في الغشاء.

## التطبيقات
طُوِّرَت نماذج PAMPA التي تُظهر درجة عالية من الارتباط مع النفاذ عبر حواجز متنوعة، بما في ذلك مزارع Caco-2 والجهاز الهضمي والحاجز الدموي الدماغي و البشرة.
قد يحتوي الجزء المتبرع و/أو المستقبِل على عوامل إذابة أو إضافات تربط الأدوية أثناء نفاذها. غالبًا ما يتم تصميم الدهن ودرجة الحموضة والتركيب الكيميائي للنظام مع مراعاة اعتبارات المحاكاة الحيوية من أجل تحسين الارتباط في المختبر - في الجسم الحي والأداء لـ PAMPA.
لم يُصمم النقل النشط بواسطة غشاء PAMPA الاصطناعي ومع ذلك يتم امتصاص ما يصل إلى 95% من الأدوية المعروفة عن طريق النقل السلبي. يمكن استخدام لوحات ميكروتيتر مع 96 بئرًا للمقايسة مما يزيد من السرعة ويقلل من تكلفة كل عينة.

## التسويق
طورت العديد من الشركات إصداراتها الخاصة من المقايسة منذ النشر الأول لكانسي وزملائه في العمل. أدرجت النماذج المبكرة شروط iso-pH في الحجيرات المفصولة بغشاء دهني بسيط. بعد ذلك  تم تقديم منتجات تجارية تضم أغشية دهنية أكثر تطوراً. ساعدت هذه المنتجات التجارية على ضمان استخدام الكيميائيين الطبيين عبر مختبرات الشركات المختلفة داخل منظمة عالمية نفس المنهجية الموحدة والكواشف وحصلوا على أداء نظام مكافئ كما هو موضح مع مجموعة من مركبات الاختبار. وقد ثبت أن هذا مفيد للغاية حيث تم الاستعانة بمصادر خارجية لأنشطة تشغيلية مختلفة.

## روابط خارجية
- قياس النفاذية في المختبر باستخدام PAMPA أداء دراسات نفاذية PAMPA بما في ذلك تحليل البيانات.